# Mihai Trăistariu
Mihai Trăistariu (født d. 16. december 1979) er en rumænsk sanger, som repræsenterede Rumænien ved Eurovision Song Contest 2006, med sangen "Tornero", som fik en fornem 4. plads.